# Monika Peetz
Monika Peetz (* 1963) ist eine deutsche Drehbuchautorin, Fernsehfilmproduzentin und Schriftstellerin.

## Leben
Peetz studierte Germanistik, Kommunikationswissenschaften und Philosophie an der Universität München. Im Anschluss arbeitete sie bei einer Werbeagentur und einem Verlag. Von 1990 bis 1998 war sie beim Bayerischen Rundfunk (BR) im Ressort Fernsehfilm als Dramaturgin und Redakteurin tätig. Dort betreute sie die Reihen Tatort und Polizeiruf 110 sowie verschiedene Koproduktionen für das Kino.
Seit 1998 ist sie Drehbuchautorin in Deutschland und in den Niederlanden. Aus ihrer Feder stammen Filme wie Ein Baby zum Verlieben, Noch einmal zwanzig sein, Und weg bist du sowie gemeinsam mit Christian Jeltsch die Fernsehmehrteiler Die Rebellin und Deckname Luna.
Im Jahr 2010 erschien ihr erster Roman Die Dienstagsfrauen, 2012 die Fortsetzung Sieben Tage ohne und 2013 Die Dienstagsfrauen zwischen Kraut und Rüben. Die drei Bücher erschienen auch als Hörbücher und wurden verfilmt.

## Werke

### Drehbücher (Fernsehen)
- 1994: Polizeiruf 110: Gespenster – Produktion/Redaktion
- 1997: Polizeiruf 110: Im Netz der Spinne – Produktion
- 1997: Polizeiruf 110: Feuer! – Produktion
- 2004: Ein Baby zum Verlieben
- 2007: Noch einmal zwanzig sein
- 2009: Die Rebellin – Dreiteiler zusammen mit Christian Jeltsch
- 2010: Tulpen aus Amsterdam – zusammen mit Johannes Lackner
- 2011: Die Dienstagsfrauen … auf dem Jakobsweg zur wahren Freundschaft  (Folge 1)
- 2012: Und weg bist du
- 2012: Deckname Luna – Zweiteiler zusammen mit Christian Jeltsch
- 2013: Die Dienstagsfrauen – Sieben Tage ohne (Folge 2)
- 2015: Die Dienstagsfrauen – Zwischen Kraut und Rüben (Folge 3)

### Bücher/Hörbücher

#### Einzelwerk
- Ausgerechnet wir. Kiepenheuer & Witsch, Köln 2016, ISBN 978-3-462-04939-8.

gelesen von Jacob Weigert, Hörbuch Hamburg, Hamburg 2016, ISBN 978-3-95713-062-4.

#### Reihe Dienstagsfrauen
- Die Dienstagsfrauen. Kiepenheuer & Witsch, Köln 2010, ISBN 978-3-462-04255-9.

gelesen von Ulrike Kriener, Hörbuch Hamburg, Hamburg 2011, ISBN 978-3-89903-339-7.
- Sieben Tage ohne. Kiepenheuer & Witsch, Köln 2012, ISBN 978-3-462-04410-2.

gelesen von Inka Friedrich, Hörbuch Hamburg, Hamburg 2011, ISBN 978-3-86909-120-4.
- Die Dienstagsfrauen zwischen Kraut und Rüben. Kiepenheuer & Witsch, Köln 2013, ISBN 978-3-462-04565-9.

gelesen von Nina Hoger, Hörbuch Hamburg, Hamburg 2013, ISBN 978-3-89903-870-5.

#### Reihe Herz der Zeit / Lena und Dante
- Die unsichtbare Stadt (Lena und Dante, Band 1). Wunderlich, Reinbek bei Hamburg 2019, ISBN 978-3-805-20033-2.
- Die Nacht der Eulen (Lena und Dante, Band 2). Wunderlich, Hamburg 2019, ISBN 978-3-8052-0034-9.
- Die vergessenen Geschichten (Lena und Dante, Band 3). Wunderlich, Hamburg 2020 ISBN 978-3-8052-0007-3.

#### Reihe Sommerschwestern
- Sommerschwestern. Kiepenheuer & Witsch, Köln 2022, ISBN 978-3-462-00212-6.
- Die Nacht der Lichter. Kiepenheuer & Witsch, Köln 2023, ISBN 978-3-462-00398-7.
- Flaschenpost aus der Vergangenheit. Kiepenheuer & Witsch, Köln 2024, ISBN 978-3-462-00512-7.